# Великий Гусляр
Вели́кий Гусля́р — вымышленный город в произведениях Кира Булычёва. Прототипом его явился город Великий Устюг (хотя во вступлении к сборнику «Пришельцы в Гусляре» Устюг упоминается как его соперник); имена и фамилии героев ранних рассказов были взяты из адресной книги Вологды за 1913 год (сама книга была подарена автору бывшим директором музея, краеведом Еленой Сергеевной; она стала героиней нескольких рассказов и повести «Марсианское зелье»).
Есть пересечение с другими циклами Булычёва: «Приключения Алисы», «Интергалактическая полиция».

## История
Первое произведение цикла — рассказ «Связи личного характера» — было написано под заказ в ноябре 1967 года. Булычёв тогда был в Болгарии и нуждался в деньгах. Его знакомый редактор журнала «Космос» Славко Славчев предложил написать рассказ для журнала. Сюжет рассказа якобы родился из бракованного знака «Дорожные работы», на котором у рабочего были нарисованы три ноги.
Ранние рассказы обычно почти не связаны между собой. Появляются герои-однодневки, одни герои уезжают из города, а другие появляются ненадолго. К середине 1970-х оформляется «костяк» жителей Гусляра. В основном герои живут в одном доме — на Пушкинской улице, 16; однако встречаются и исключения. Действие нескольких повестей и рассказов происходит в окрестностях города, ещё нескольких — в космосе.
Многие произведения о жизни гуслярцев, особенно написанные после Перестройки, являют собой весьма острую сатиру на жизнь советского и «нового российского» общества.
В 2000 году Булычёв говорил, что Великий Гусляр для него «постепенно вымер», так как его «пародийность начала менять вектор», и он начал писать в более серьёзной манере о городе Верёвкине, «понимании Гусляра сегодня».

## Жители
Корнелий Иванович Удалов — руководитель стройконторы, главный герой цикла. Это полный лысеющий мужчина средних лет. Удалов постоянно попадает в загадочные и фантастические истории: его похищают или просят о помощи инопланетяне, он оказывается объектом экспериментов учёных и т. п. Несмотря на это, Корнелий умудряется сохранять душевное спокойствие и обывательский скепсис. Впервые появился в самом первом рассказе цикла «Связи личного характера». Имя было заимствовано из адресной книги города Вологда за 1913 год.
Николай Иванович Ложкин — старик-пенсионер, житель дома номер 16 на Пушкинской улице города Великий Гусляр, с очень скверным характером и не менее скверной репутацией. Впервые появился в самом первом рассказе цикла про Великий Гусляр «Связи личного характера». Очень жаден. Некогда работал бухгалтером, а до этого — в конце 1940-х годов — в НКВД. С некоторого времени (рассказ «Разлюбите Ложкина!») является «всеобщим нелюбимцем», поскольку носит специальные часы, заставляющие окружающих испытывать к нему резкую неприязнь.
Старик Ложкин является главным героем подцикла «Письма Ложкина». Эти письма с «сенсационными разоблачениями», написанные Булычёвым от имени Николая Ложкина, публиковались в разделе юмора в журнале «Знание - сила». Несмотря на заголовок «юмор» и имя Булычёва, многие читатели принимали этот розыгрыш всерьез.
Николай Белосельский — председатель города на момент действия произведений «Глубокоуважаемый микроб» и «Перпендикулярный мир», друг детства Удалова.
Лев Христофорович Минц — профессор, учёный с мировым именем. Инфантильный. Без пяти минут лауреат Нобелевской премии. Очень добрый, чем некоторые жители Великого Гусляра и пользуются. Впервые появился в рассказе «Домашний пленник» (1972) (изданном, однако, позже второго рассказа с Минцем «Две капли на стакан вина» (1974)). Прототипом для имени послужил этнограф профессор Лев Миронович Минц, некогда попросивший Булычёва сделать его героем.
Саша Грубин — изобретатель-самоучка, проживает в полуподвале дома № 16 на Пушкинской улице города Великий Гусляр. Заведует лавкой по приёму вторсырья, по вечерам изобретает. Энтузиаст, берётся с готовностью за все самые мыслимые и немыслимые изобретения. Закоренелый холостяк. Его имя взято Булычёвым из адресной книги Вологды за 1913 год.
Миша Стендаль — молодой журналист газеты «Гуслярское знамя». Родства со знаменитым писателем не имеет. На протяжении всех рассказов закоренелый холостяк, всё время пытается найти свою «половинку» — то привораживает подругу («Ответное чувство»), то проверяет отношения («Градусник чувств»), то устраивает роман с русалкой и становится отцом («Новый Сусанин»), с годами же толстеет и лысеет. Носит очки, внешне похож на молодого Грибоедова.
Инопланетянин Коко — весьма циничное инопланетное существо с неизвестной достаточно цивилизованной планеты. Жил на шкафу в квартире Удалова на правах гостя, но впоследствии был выгнан за циничные мысли. Внешность вполне инопланетная, автором описана в общих чертах, как «ящерица, покрытая розовыми перьями» с фиолетовыми глазами,

## География и история
Находится Великий Гусляр на севере Европейской части России, в Вологодской области, на притоке Северной Двины реке Гусь. Город расположен на равнине, окружён «колхозными полями и густыми лесами». При этом он, однако, как предположил академик Спичкин, находится на «земной выпуклости», а оттого виден инопланетянам из космоса лучше, чем любые другие города мира. Население — 18 тысяч жителей шестнадцати национальностей. Промышленные предприятия — лесопилка, пивоваренный завод, фабрика «Заря», освоившая производство пуговиц и канцелярских кнопок, молочный комбинат и бондарные мастерские. Основан в начале XIII века как торговый город. В середине XVI века был достаточно крупным городом на севере Руси — Иван Грозный даже хотел перенести сюда столицу.

## Географические объекты и достопримечательности
- Река Гусь, на которой стоит город Великий Гусляр, впадает в Северную Двину. Реку периодически загрязняют и перегораживают плотиной. В неё завезены гамбузия и белый амур, а также по неизвестной причине расплодился рак бразильский, ближайший родственник омара. В рассказе «Чёрная икра» Минц и Удалов выпустили в реку синтетических осетров, питавшихся исключительно промышленными отходами.
- Копенгаген — озеро в предместьях города Великий Гусляр. Маленькое озерцо получило название от малограмотного помещика-англофила, считавшего Копенгаген именем английского адмирала. Тем же помещиком в озеро были вселены крокодилы, которые впоследствии стали вожделением гуслярских рыболовов-любителей. В этом озере водятся русалки («Новый Сусанин»). В середине 1930-х годов Николай Ложкин-старший выловил в реке большого карпа, попытался продать его на рынке и был отправлен в концлагерь как датский шпион. В 1972 году поблизости от озера возник вулкан.
- Церковь Параскевы Пятницы.
- Спасо-Трофимовский монастырь.
- Пушкинская улица, 16 — по этому адресу живёт большинство героев цикла: семьи Удаловых, Ложкиных, Погосянов и Гавриловых, Валентин Кац с женой, учёный Минц, изобретатель Грубин. Во дворе этого дома проводятся научные эксперименты, испытания изобретений и доминошные баталии.

## Произведения
Это самый масштабный цикл Кира Булычёва. Он включает в себя более сотни рассказов и семь более крупных повестей:
- Марсианское зелье (1971)
- Нужна свободная планета (1977)
- Глубокоуважаемый микроб (1987)
- Перпендикулярный мир (1989)
- Алиса в стране фантазий («Алиса в Гусляре», 2000) — кроссовер «Приключений Алисы» и «Великого Гусляра».
- Жизнь за трицератопса (2001)
- Туфли из кожи игуанодона (2002)

Все произведения собраны писателем в шесть сборников:
- Чудеса в Гусляре
- Пришельцы в Гусляре
- Возвращение в Гусляр
- Гусляр-2000
- Господа гуслярцы
- Гусляр навеки

Несколько рассказов не вошли в прижизненные сборники и были изданы после смерти писателя.
Выделяется также подцикл рассказов «Письма Ложкина».

## Экранизации
- Золотые рыбки (1983) — короткометражный фильм (рассказ «Поступили в продажу золотые рыбки»)
- Шанс (1984) — полнометражный фильм (повесть «Марсианское зелье»)
- Родимое пятно (1986) — короткометражный (одноимённый рассказ)
- Поляна сказок (1988) — полнометражный телевизионный фильм (рассказ «Недостойный богатырь»)
- Районные соревнования по домино (1989) — короткометражный музыкальный фильм (одноимённый рассказ)

- Чудеса в Гусляре (1989) — мультфильм (рассказ «Паровоз для царя»)
- Копилка (1989) — мультфильм (одноимённый рассказ)
- Яблоня (1989) — мультфильм (одноимённый рассказ)
- Спутник икры (1990) — мультфильм (рассказ «Прошедшее время»)
- Свободный тиран (1990) — мультфильм (одноимённый рассказ)
- Кладезь мудрости (1991) — мультфильм (одноимённый рассказ)
- Очевидное невероятное (2024) —  российский фантастический комедийный сериал